# Șorecar încălțat
Șorecarul încălțat (Buteo lagopus) este o pasăre răpitoare de zi, din familia accipitride (Accipitridae), care se hrănește cu șoareci de câmp și lemingi. Este  o specie migratoare, care cuibărește în nordul Eurasiei și Americii de Nord și iernează la sud în Europa (inclusiv în România și Republica Moldova), Asia și America de Nord.

## Taxonomie
Sunt descrise 4 subspecii:
- Buteo lagopus kamtschatkensis Dementiev, 1931
- Buteo lagopus lagopus (Pontoppidan, 1763)
- Buteo lagopus menzbieri Dementiev, 1951
- Buteo lagopus sanctijohannis (Gmelin, 1788)

## Descrierea
Are o mărime de 50–66 cm, mai mare decât corbul.  Greutatea: mascul 600–1380 g, femela 780–1660 g. Femela mai mare decât masculul.
Penajul este pestriț brun cu alb pe spate și cap, mai închis pe piept.  Abdomenul brun cu dungi albe. Exemplarele tinere care ajung în România au peste abdomen o bandă lată brună. Adulții, care vin mai rar în România, nu au această bandă întunecată. Coloritul variază în intensitate între subspecii.
Coada este albicioasă și se termină cu o bandă subterminală lată brun întunecată. Aripile albe dedesubt, cu o pată neagră la încheietură și cu penele de pe margini mai închise la culoare.
Tarsele de pe picioare sunt "încălțate" în pene până la baza degetelor (de unde și denumirea de "șorecar încălțat"). Degetele sunt galbene iar ghearele negre. Ciocul galben la bază, cu vârful negricios.

## Dimorfismul sexual
Sexele se aseamănă între ele, dar femelele sunt mai grele, cu dungi mai puține pe coadă.

## Răspândire
Are o răspândire circumpolară. Cuibăresc în nordul Eurasiei și Americii de Nord. Migrează spre sud pentru a ierna
- Buteo lagopus lagopus: cuibărește în nordul Eurasiei (Norvegia, Suedia, nordul Finlandei, în tundrele eurasiatice) din Scandinavia până la Râul Yenisey, iernează la sud în Europa Centrală și estul Angliei (absente în cea mai mare parte a Franței, Peninsula Iberică, Italia) și Asia Centrală. Iernează și în România și Republica Moldova.
- Buteo lagopus menzbieri: cuibărește în nord-estul Asiei, iernează la sud în Asia Centrală, nordul Chinei și Japonia.
- Buteo lagopus kamtschatkensis: cuibărește în Kamchatka, iernează la sud în Asia Centrală.
- Buteo lagopus sanctijohannis: cuibărește în Alaska și nordul Canadei, iernează la sud în centrul și sudul Statelor Unite.

## Răspândirea în România și Republica Moldova
În România și Republica Moldova se întâlnește în sezonul rece (oaspete de iarnă) subspecia Buteo lagopus lagopus, care vine toamna în număr mare din nord (din regiunile tundrei eurasiatice și Scandinavia).  Primăvara revine în nord pentru a cuibări. Iarna este întâlnit în ținuturile de deal și de câmpie descoperite, mai frecvent în partea sudică a României.
Recent s-a semnalat în România subspecia răsăriteană Buteo lagopus menzbieri (șorecarul încălțat răsăritean) provenită din regiunea nord-est asiatică; aceasta are coloritul cafeniu cu crem-deschis.

## Habitat
Trăiește în zonele descoperite nord-asiatice, în principal în câmpiile joase, în tundra fără copaci, mai rar în tundra împădurită și taigaua din extremul nordic, când lemingii și șoarecii de câmp sunt abundenți.
Iernează la sud în ținuturile de deal și de câmpie descoperite, inclusiv în stepă, terenuri agricole și mlaștini.

## Comportament
Sunt păsări migratoare cu zone de reproducere și de iernare separate. Pleacă spre zonele de iernare din sud în septembrie-octombrie și se întorc în zonele de reproducere în aprilie-mai. Timpul și amploarea migrației depinde de abundență sezonieră a prăzii în zonele de reproducere și de iernare.

## Hrana
Se hrănesc în principal cu rozătoare mici, mai ales cu șoareci de câmp (Microtus) și lemingi (Dicrostonyx, Lemmus). Se hrănesc și cu păsări (porumbei de pădure, presuri, potârnichi, mai ales cele bolnave), alte vertebrate, inclusiv pești, insecte, păianjeni și hoituri (pasări moarte etc.), mai ales când hrana principală (rozătoarele) este limitată.
Vânează ziua, ocazional în amurg. Planează jos sau zboară pe loc pentru a observa prada, ori se așază în locuri puțin mai înălțate, de unde pândește rozătoarele.

## Reproducerea
Sunt  păsări monogame și trăiesc în perechi.

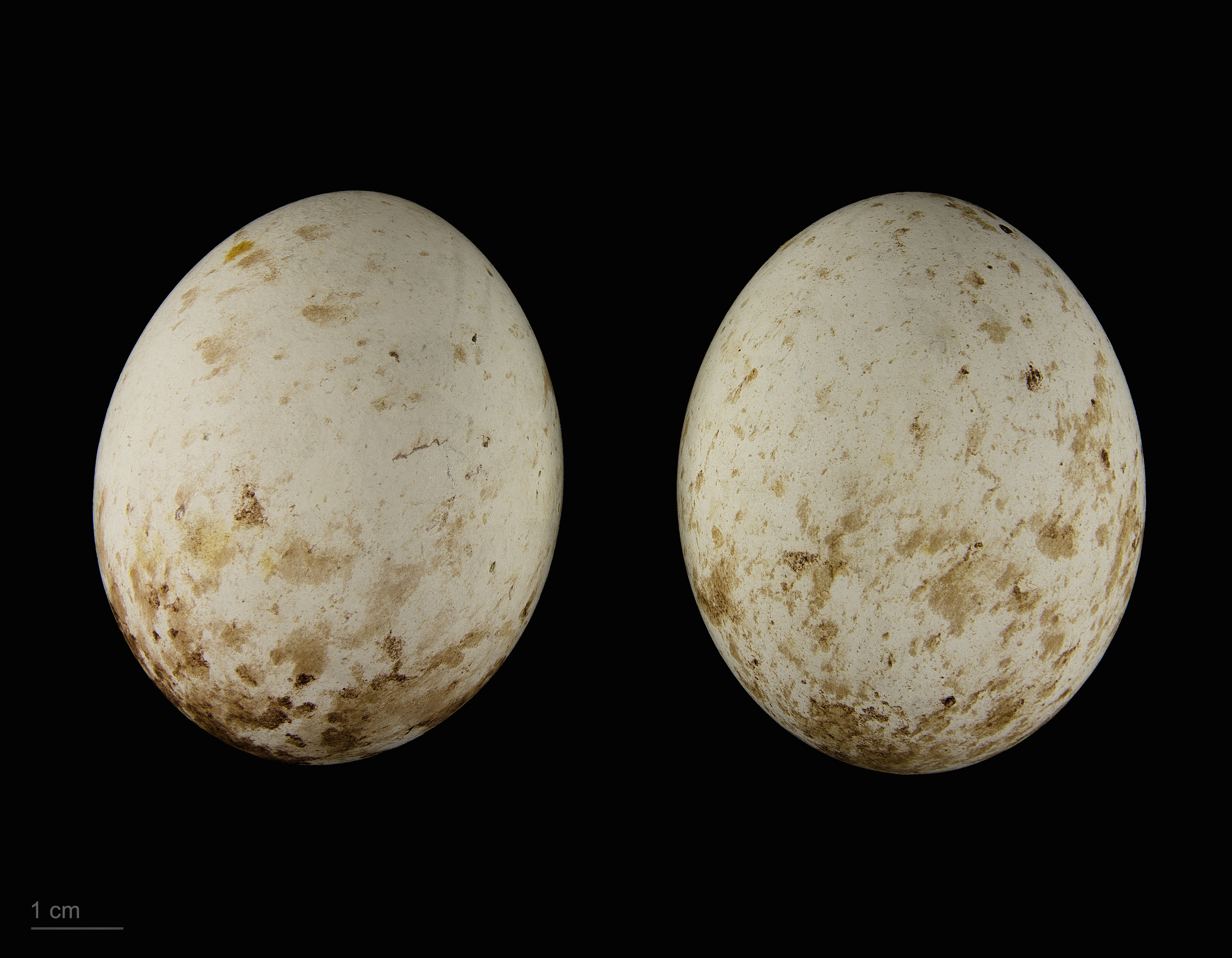
Buteo lagopus - MHNT

De obicei cuiburile sunt făcute pe stânci protejate: pe malul râului, pe faleze, pe un afloriment stancos, foarte rar în copaci. Construiește un cuib voluminos din bețe căptușit cu iarbă și resturi de pradă.
Ouăle sunt depuse în mai-iunie. Depune 3-5 ouă; dar poate depune un număr mai mare de  ouă (până la 7) în sezoanele bune, când hrana este abundentă.
Incubația durează circa 30 de zile. Puii se acoperă cu pene și pot zbura la 5-6 săptămâni.

## Starea de conservare
Pe Lista Roșie a IUCN (Uniunea Internațională pentru Conservarea Naturii și a Resurselor Naturale) șorecarul încălțat este listat ca specie neamenințată cu dispariția (LC). Nu sunt amenințări evidente în locurile de reproducere, dar cartierele de iernat sunt supuse unor perturbări ale habitatelor și altor presiuni umane. Populația globală este estimată la circa 500 000 de exemplare